# Paul Stöcklein
Paul Stöcklein (* 29. Juni 1909 in Weiden in der Oberpfalz; † 25. April 1992 in Bamberg) war ein deutscher Germanist.

## Leben
Nach der Promotion 1931 zum Dr. phil. in Würzburg Über die philosophische Bedeutung von Platons Mythen wurde er 1951 Privatdozent in München, 1957 außerordentlicher Professor in Saarbrücken und 1961 in ordentlicher Professor in Frankfurt am Main. 1974 wurde er emeritiert.

## Schriften (Auswahl)
- Literatur als Vergnügen und Erkenntnis. Essays zur Wissenschaft von der Sprache und Literatur. Darmstadt 1974, ISBN 3-494-00791-8.
- Wege zum späten Goethe. Dichtung, Gedanke, Zeichn., Interpretationen um ein Thema. Darmstadt 1984, ISBN 3-534-05847-X.
- Einspruch gegen den Zeitgeist. Begegnungen und Reflexionen aus den Jahren 1930 bis 1990. Bonn 1992, ISBN 3-416-02317-X.
- Joseph von Eichendorff. Mit Selbstzeugnissen und Bilddokumenten. Reinbek 1993, ISBN 3-499-50084-1.